# Velsignet være dette sted
|  | Denne artikel er oprettet af botten PalnaBot ud fra en ekstern database. Den kan derfor have sproglige fejl eller mangler. Denne skabelon kan fjernes efter kontrol af indholdet. |

Velsignet være dette sted er en dokumentarfilm fra 2013 instrueret af Carl Olsson.

## Handling
'Velsignet være dette sted' er en multiplotfortælling om det ensomme individs søgen efter identitet og et sted at høre til. Filmen er et studie af det menneskelige, som tager udgangspunkt i de rum og steder, hvor livet synes meningsfuldt og forståeligt.